# Еридан
Еридан (грч. Eridanos) у грчкој митологији је „река хладноће“ у Хаду.

## Митологија
Кад се Хелијев син, Фаетонт, возећи очева кола, стрмоглавио у Еридан, и умро, Хелијаде, његове сестре су неутешно плакале па је од њихових суза настао чилибар или јантар.
На реци Еридан су се налазиле и речне нимфе које су Хераклу помогле да пронађе Хесперидин врт.

## О Еридану
У старим грчким списима, река Еридан се спомиње као северноевропска река која је веома богата ћилибаром.
По многима, река Еридан би могла бити једна од река: По, Нил, а можда чак и Дунав.
- Страбон у својој Географији пише да су све приче везане уз Еридан и могуће локације те реке лажне, и да је све то митологија.
- У свом делу Енејида, Вергилије наводи Еридан као једну од река подземног света у Хаду.
- Хезиод у Теогонији, у попису река које су Тетијини потомци, Еридан назива „дубоком и вртложном“ реком.
- Овидије у својим Метаморфозама пише да је Фаетонт пао у реку По.
- Тифон, у делу Нона, Dionysiaca, говори како ће се окупати у „звездастом Еридану“.

- Херодот пише да је реч Eridanos и опис Еридана као реке која рече око света вероатно грчка иновација, а и он је повезао са реком По.